# Varese Football Club 1958-1959
Questa pagina raccoglie le informazioni riguardanti il Varese Football Club nelle competizioni ufficiali della stagione 1958-1959.

## Rosa
| N. |                   | Ruolo | Calciatore             |
| -- | ----------------- | ----- | ---------------------- |
|    | Italia (bandiera) | D     | Ambrogio Allevi        |
|    | Italia (bandiera) | A     | Umberto Angeli         |
|    | Italia (bandiera) | C     | Vittorio Bianchi       |
|    | Italia (bandiera) | A     | Franco Biondo          |
|    | Italia (bandiera) | A     | Enrico Borella         |
|    | Italia (bandiera) | A     | Giancarlo Castelli     |
|    | Italia (bandiera) | P     | Carlo Daverio          |
|    | Italia (bandiera) | A     | Alfredo Della Gora     |
|    | Italia (bandiera) | A     | Virginio De Paoli      |
|    | Italia (bandiera) | C     | Giovan Battista Fabbri |
|    | Italia (bandiera) | C     | Giorgio Ferrini        |
|    | Italia (bandiera) | P     | Bruno Fornasaro        |

| N. |                   | Ruolo | Calciatore        |
| -- | ----------------- | ----- | ----------------- |
|    | Italia (bandiera) | D     | Pietro Lomazzi    |
|    | Italia (bandiera) | C     | Franco Lombardi   |
|    | Italia (bandiera) |       | Maconi            |
|    | Italia (bandiera) | C     | Giampiero Mutti   |
|    | Italia (bandiera) |       | Perotti           |
|    | Italia (bandiera) | C     | Giancarlo Prato   |
|    | Italia (bandiera) | D     | Sergio Rosso      |
|    | Italia (bandiera) | D     | Cesare Sonzini    |
|    | Italia (bandiera) |       | Franco Spaghi     |
|    | Italia (bandiera) | D     | Antonio Turri     |
|    | Italia (bandiera) | C     | Angelo Vaccarossa |